# 把心靈擦亮
《把心靈擦亮》（日語：ハートを磨くっきゃない）是日本傑尼斯男子樂團組合TOKIO的第4張單曲。1995年6月21日由Sony Records（日本索尼音樂娛樂旗下企業）發行。

## 解說
表題曲「把心靈擦亮」曾被NHK播出的原創電視動畫《伊沙米大冒險》當作片頭主題曲使用。後來發行TOKIO的第2張專輯《Bad Boys Bound ～TOKIO II～》時，沒有和B面歌曲「伯父 ～My uncle is a nice guy～」一起收錄，收錄的僅只有B面歌曲。

## 收錄歌曲
1. 把心靈擦亮
  - 作詞：芹澤類，作曲：芹澤廣明（日语：芹澤廣明），編曲：白井良明（日语：白井良明）
  - NHK電視動畫《伊沙米大冒險》片頭主題曲
2. 伯父 ～My uncle is a nice guy～
  - 作詞：工藤哲雄，作曲：都志見隆（日语：都志見隆），編曲：白井良明
  - 由鼓手松岡昌宏擔任主唱的歌曲。
3. 把心靈擦亮（off vocal）